# جنیوا (آلاباما)
جنیوا (به انگلیسی: Geneva) شهری در شهرستان جنیوا ایالت آلاباما است که مساحت آن ۴۱٫۵۹ کیلومتر مربع است و در سرشماری سال ۲۰۱۰ میلادی، ۴٬۴۵۲ نفر جمعیت داشته و تراکم جمعیتی آن، ۱۰۷٫۰۴ نفر در هر کیلومتر مربع بوده است.